# 陈西
陈西（原名陳友才），中華人民共和國贵州省异议人士，2011年12月26日因煽動顛覆國家政權罪被判处10年有期徒刑，陈西称自己无罪，并放弃上诉权利。陈西是零八宪章的签署者，2011年11月29日被警方逮捕。貴州中級人民法院认为陈西在境外网站发表的文章有煽动内容，并称其罪有应得。陈西的妻子張群選说，「如果政府想要民主和進步，就需要有人說出批評意見」。
1989年，陳西曾因組建貴州愛國民主聯合會声援六四事件，而被判入狱3年。
1995年，陈西因公开要求中共平反六四，被判煽动颠覆罪入狱10年，2005年出狱。
2011年被判10年，2021年11月29日出狱。
2020年12月，独立中文笔会授予陈西年度刘晓波写作勇气奖。